# Tropidion supernotatum
Tropidion supernotatum är en skalbaggsart som först beskrevs av Pierre Émile Gounelle 1909.  Tropidion supernotatum ingår i släktet Tropidion och familjen långhorningar. Inga underarter finns listade i Catalogue of Life.